# Pozoblanco (kommunhuvudort)
Pozoblanco är en kommunhuvudort i Spanien.   Den ligger i provinsen Province of Córdoba och regionen Andalusien, i den centrala delen av landet, 250 km söder om huvudstaden Madrid. Pozoblanco ligger 657 meter över havet och antalet invånare är 17 669.
Terrängen runt Pozoblanco är platt. Runt Pozoblanco är det ganska glesbefolkat, med 27 invånare per kvadratkilometer. Pozoblanco är det största samhället i trakten. Trakten runt Pozoblanco består till största delen av jordbruksmark.